# 马罗沃潟湖

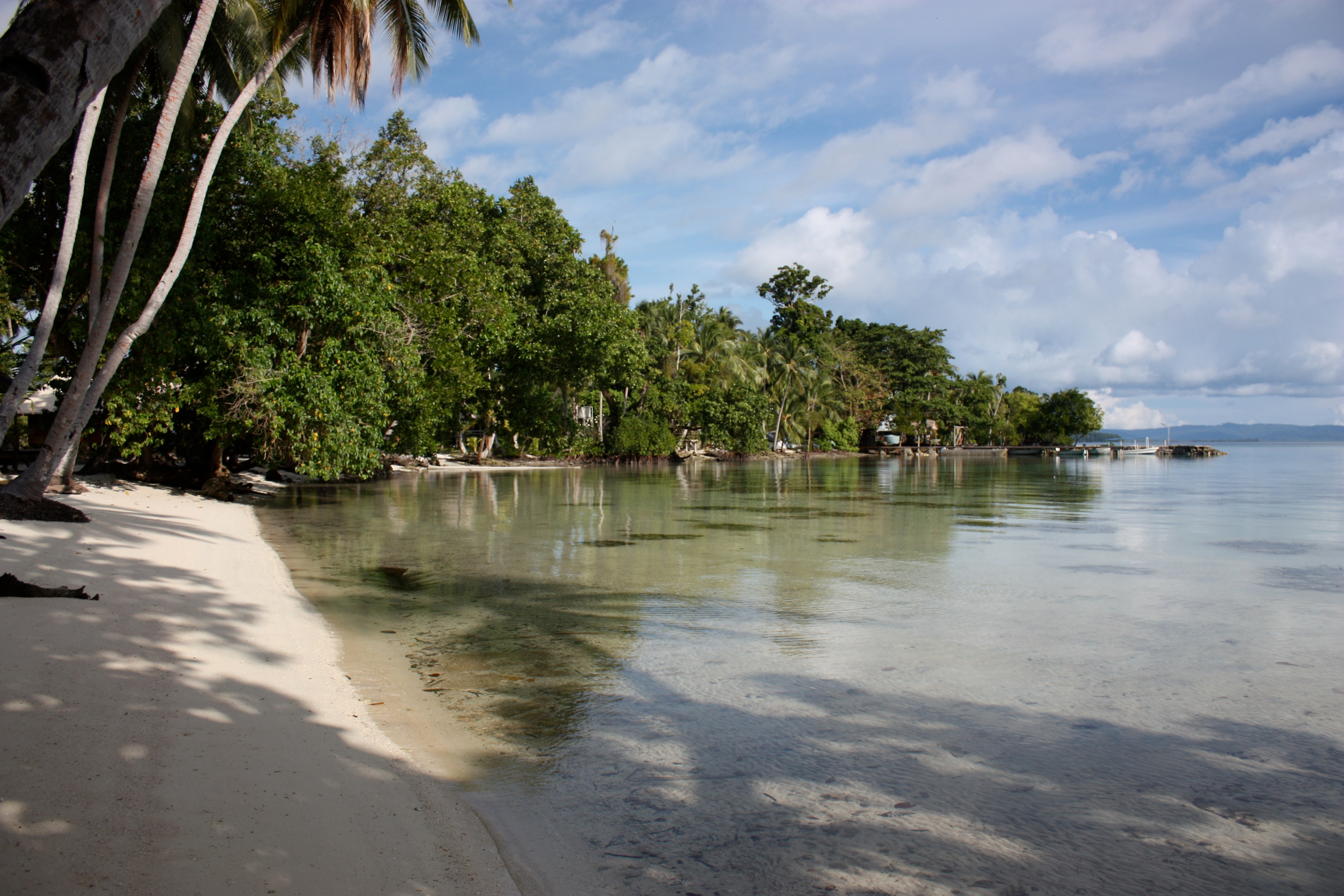

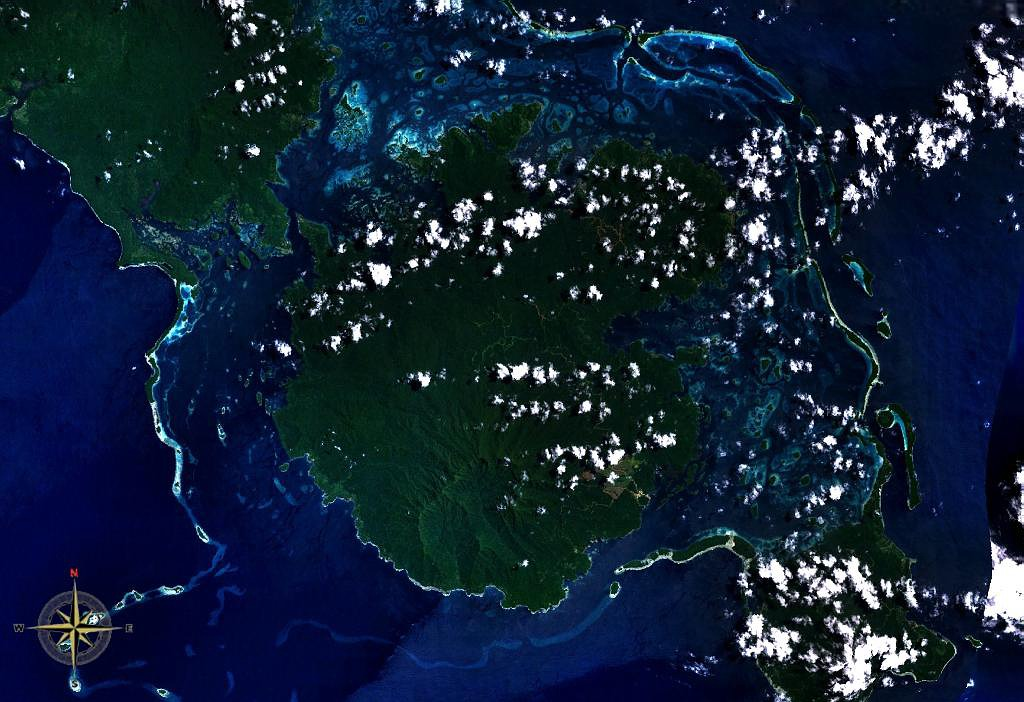
旺烏努島卫星图，东侧及北侧便是马罗沃潟湖

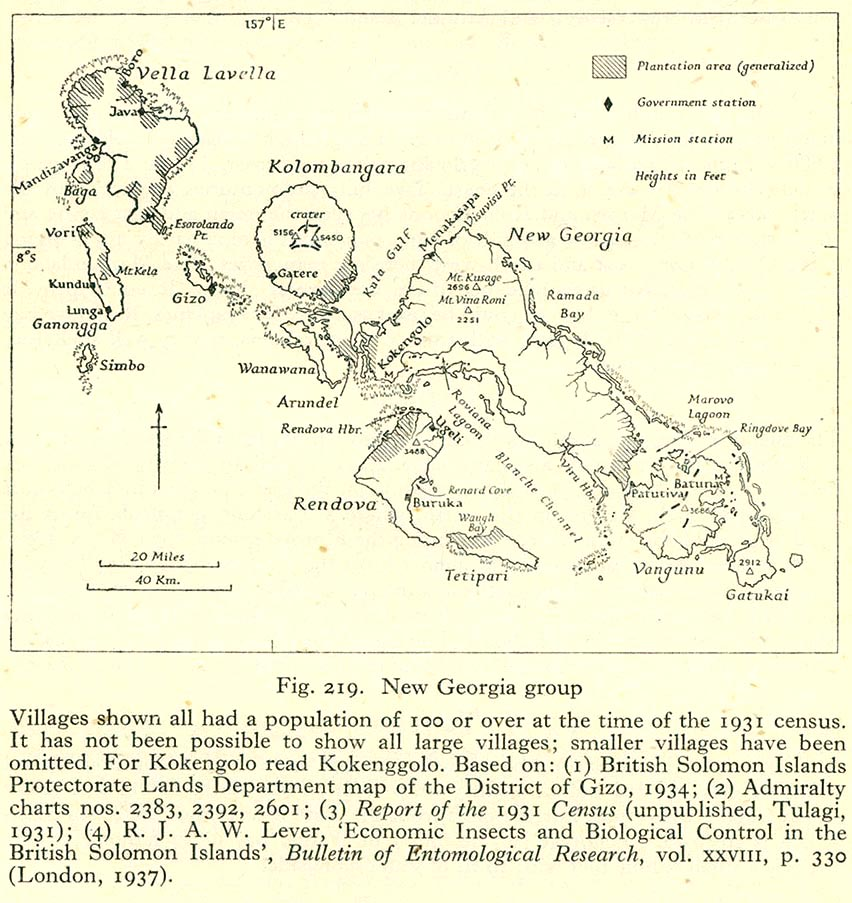
1940年代英国海军部所绘新喬治亞群島地图，图的右下角标出了马罗沃潟湖的位置。

马罗沃潟湖（Marovo Lagoon）是世界上最大的咸水潟湖，它位於所罗门群岛的新喬治亞群島。泻湖中有许多岛屿，其中一些岛屿有人居住。當地人以捕魚和自给农业为生。居民主要使用马罗沃语，属西北所罗门语群。